# Luc Ciompi

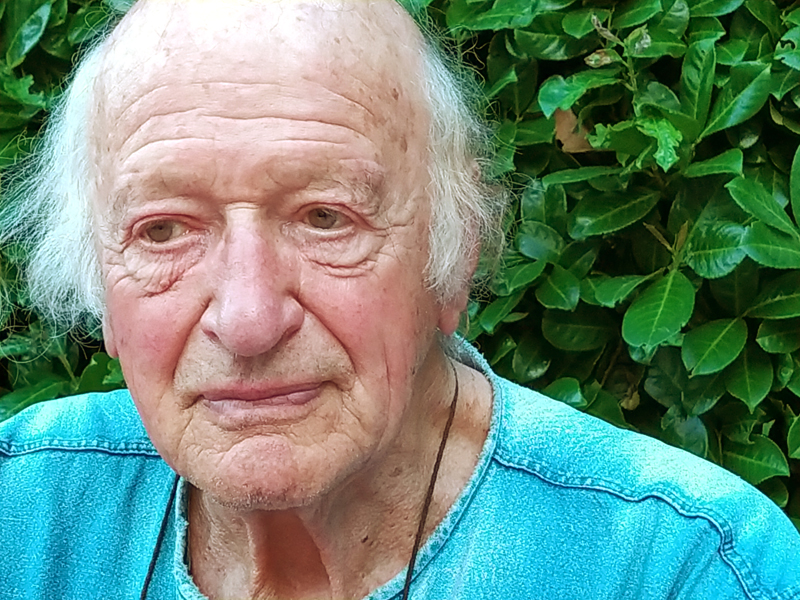
Luc Ciompi (2021)

Luciano „Luc“ Ciompi (* 10. Oktober 1929 in Florenz, Italien) ist ein Schweizer Psychiater. Er war von 1977 bis 1994 Professor für Psychiatrie an der Universität Bern, ärztlicher Direktor der Sozialpsychiatrischen Universitätsklinik Bern und Co-Direktor des Departements für Psychiatrie der Universität Bern.

## Leben
Luc Ciompi studierte in Bern 1950 ein Semester lang Literatur. Er wechselte sodann zur Humanmedizin und studierte in Bern, Genf und Paris. 1956 beendete er das Medizinstudium mit dem Staatsexamen. Anschliessend spezialisierte er sich in Psychiatrie und Psychotherapie. Ab 1959 bis 1970 absolvierte Ciompi seine psychoanalytische Ausbildung in Bern, Genf und Lausanne, wobei er sich zwei Lehranalysen unterzog. Zusätzlich bildete er sich auch in systemischer Familientherapie aus.
Von 1963 bis 1973 leitete er an der psychiatrischen Universitätsklinik Lausanne die sog. Enquête de Lausanne, ein umfangreiches Forschungsprogramm zur Untersuchung des Langzeitverlaufs von psychischen Störungen bis ins Alter. Von 1973 bis 1977 baute er in Lausanne ein Netz von spitalexternen Übergangsinstitutionen zur sozialen Wiedereingliederung von psychiatrischen Langzeitpatienten auf. Nach seiner Emeritierung als Direktor der Sozialpsychiatrischen Universitätsklinik Bern (1977–1994) verbrachte er rund anderthalb Jahre als Gastprofessor am Konrad Lorenz-Institut in Altenberg bei Wien. In der Folge war er hauptsächlich als Buchautor, Vortragender, Psychotherapeut und Supervisor tätig.
Ciompi ist seit 1959 verheiratet und hat zwei Söhne und drei Enkelkinder. Er wohnt in Belmont-sur-Lausanne in der Schweiz.

## Werk
Als Forscher untersuchte Ciompi insbesondere den Langzeitverlauf von schizophren und manisch-depressiven Störungen über mehrere Jahrzehnte, sowie die Möglichkeiten der sozialen Wiedereingliederung (Rehabilitation) psychisch Kranker. Ein Hauptresultat dieser Untersuchungen war der Nachweis, dass Schizophrenie entgegen den herrschenden Vorurteilen selbst nach jahrelang schweren Verlauf auf die Dauer in rund ¼ der Fälle völlig ausheilen in ¼ bis ⅓ der Fälle erheblich bessern kann.
Ausserdem beschäftigte sich Ciompi jahrzehntelang mit den Wechselwirkungen zwischen Fühlen und Denken, was ab 1982 zur Entwicklung seiner Theorie der Affektlogik führte.
Im Jahr 1984 gründete Ciompi auf diesen Grundlagen die neuartige therapeutische Wohngemeinschaft Soteria Bern, in welcher Menschen mit akut schizophrenen Störungen vor allem durch intensive zwischenmenschliche Begleitung und Zuwendung in einem emotional entspannenden Milieu behandelt werden. Er ist auch einer der Begründer des Vulnerabilitäts-Stress-Modells zur Erklärung der multifaktoriellen Ursachen und des facettenreichen Krankheitsverlaufs der Schizophrenie, sowie ein Vorkämpfer für eine integrative Psychiatrie, die soziale, psychologische und neurobiologische Entstehungsbedingungen psychischer Störungen gleichermassen beachtet und therapeutisch verwertet.
Ciompi verfasste rund 260 wissenschaftliche Publikationen, darunter 16 Bücher und über 50 Buchbeiträge, insbesondere zum Langzeitverlauf der Schizophrenie, zum Konzept der Affektlogik, zu den emotionalen Grundlagen des Denkens, zu den Wirkungen von kollektiven Emotionen sowie zum Problem von Zeit und Zeiterleben.
In seinem Spätwerk “Ciompi reflektiert. Wissenschaftliches, Persönliches und Weltanschauliches aus der Altersperspektive” (2021) und weiteren Publikationen verknüpfte er seine Theorie der Affektlogik auch mit dem Konzept der Synergetik von Hermann Haken, dem Konzept des Embodiment, und dem Prinzip der Minimisierung der freien Energie von Karl J. Friston. Aus dieser Perspektive beschäftigte er sich ebenfalls mit erkenntnistheoretischen, philosophischen und ethischen Fragen so mit dem Stellenwert von Emotionen bei der Entstehung des Bewusstseins, mit dem Wesen von Geist und Geistigem, sowie mit dem Problem der Suizidbeihilfe im Alter.

## Ehrungen
Ciompi erhielt mehrere internationale Forschungspreise und Ehrungen, darunter den Stanley R. Dean Research Award des American College of Psychiatrists, die Ehrenmitgliedschaft der ISPS (International Society for Psychological and Social Approaches to Psychosis) und ein Ehrendoktorat der Universität Lausanne. 2015 erhielt er zudem den Preis der Dr. Margrit Egnér-Stiftung.

## Schriften
- L. Ciompi und C. Müller. : Lebensweg und Alter der Schizophrenen. Eine katamnestische Langzeitstudie bis ins Senium. Springer, Berlin 1976, ISBN 3-540-07567-4.
- L. Ciompi, H.P. Dauwalder und C. Agué: Ein Forschungsprogramm zur Rehabilitation psychisch Kranker. III. Längsschnittuntersuchungen zum Rehabilitationserfolg und zur Prognostik. Nervenarzt 50: 366–378, 1978.
- L. Ciompi: Affektlogik. Über die Struktur der Psyche und ihre Entwicklung. Ein Beitrag zur Schizophrenieforschung. Klett-Cotta, Stuttgart 1982, ISBN 3-608-95037-0.
- L. Ciompi: Aussenwelt – Innenwelt. Die Entstehung von Zeit, Raum und psychischen Strukturen. Vandenhoeck & Ruprecht, Göttingen 1988, ISBN 3-525-01411-2.
- L. Ciompi: Die Hypothese der Affektlogik. Spektrum der Wissenschaft 2: 76–82, 1993
- Die emotionalen Grundlagen des Denkens. Entwurf einer fraktalen Affektlogik. Vandenhoeck & Ruprecht, Göttingen 1997, ISBN 3-525-01437-6.
- L. Ciompi, H. Hoffmann und M. Broccard, Hrsg.: Wie wirkt Soteria? Eine atypische Schizophreniebehandlung – kritisch durchleuchtet Erstausgabe Huber, Bern 2001, Online-Ausgabe 2011
- L. Ciompi: Gefühle, Affekte, Affektlogik. Ihr Stellenwert in unserem Menschen- und Weltverständnis. Picus, Wien 2002, ISBN 3-85452-389-0 (Wiener Vorlesungen im Rathaus, Band 89).
- L. Ciompi: Reflections on the role of emotions in consciousness and subjectivity, from the perspective of affect logic. Consciousness and Emotion 4:181–196, 2003.
- L. Ciompi und H. Hoffmann: Soteria Berne. An innovative milieu therapeutic approach to acute schizophrenia based on the concept of affect-logic. World Psychiatry 3:140–146, 2004
- L. Ciompi: Ärztliche Suizidbeihilfe und Ehrfurcht vor dem Leben. Schweiz. Ärztezeitung, 81–82, 2004
- L. Ciompi und J. Panksepp: Energetic effects of emotions on cognitions-complementary psychobiological and psychosocial findings. Consciousness and Emotion 2005, 23–55
- L. Ciompi und E. Endert: Gefühle machen Geschichte. Die Wirkung kollektiver Emotionen – von Hitler bis Obama. Vandenhoeck & Ruprecht, Göttingen 2011, ISBN 978-3-525-40436-2.
- L. Ciompi: Ciompi reflektiert. Wissenschaftliches, Persönliches und Weltanschauliches aus der Altersperspektive.Vandenhoeck & Ruprecht, Göttingen, 2020.
- L. Ciompi und W. Tschacher: Affect-logic, embodiment, synergetics, and the free energy principle: New approaches to the understanding and treatment of schizophrenia. Entropy 2021, 23(12), 1619; doi:10.3390/e23121619